# KBC Groep
KBC Groep NV is een bank met hoofdzetel in België, opgericht in 1998 door de fusie van drie Belgische financiële instellingen: Kredietbank, ABB Verzekeringen en CERA Bank. KBC is een acroniem van Kredietbank ABB Verzekeringen CERA Bank. 

## Activiteiten
De hoofdactiviteiten van KBC zijn bankieren en verzekeren. Het bedrijf is vooral in België actief, maar ook in Oost-Europa, onder andere in Tsjechië, Slowakije, Hongarije en Bulgarije. In Wallonië is de bank bekend onder de merknaam CBC.
In 2024 was ongeveer de helft van de omzet afkomstig uit de rentemarge, dit is het verschil tussen de ontvangen en betaalde rente, verder ongeveer ruim een kwart kwam van de verzekeringsactiviteiten en het resterende deel was voornamelijk inkomsten op financiële diensten.
België is nog altijd veruit de belangrijkste markt, hier werd in 2024 iets meer dan de helft van de nettowinst gerealiseerd. Tsjechië is de tweede markt, hier kwam een kwart van de winst vandaan. In België waren in 2023 zo'n 14.400 werknemers actief verdeeld over 434 vestigingen voor 3,9 miljoen klanten. Voor Tsjechië waren de vergelijkbare getallen, 10.200 medewerkers, 198 vestingen en 4,3 miljoen klanten.

## Geschiedenis

### Volksbank van Leuven, lokale spaarbanken en Middenkredietkas
Op 17 juli 1889 richtte een groep vooraanstaande katholieken de Volksbank van Leuven op, een coöperatieve bank om de ontwikkeling van ondernemingen in en rond Leuven te financieren.
In de vroege jaren 1890 leidde de Boerenbond, een boerenbeweging die eveneens geïnspireerd was door het katholicisme en corporatisme en eveneens in Leuven was gevestigd, de oprichting van een groeiend netwerk van landelijke coöperatieve banken, gebaseerd op het model dat in Duitsland werd ontwikkeld door Friedrich Wilhelm Raiffeisen. De eerste van deze Landelijke Spaar- en Leengilden werd in 1892 opgericht in Rillaar bij Aarschot. In 1895 waren er al 24 Spaar- en Leengilden; in datzelfde jaar richtte de Boerenbond de Middenkredietkas op als een centrale instantie om deze gilden te helpen bij het beheren van de spaargelden van hun klanten en om toegang te krijgen tot financiering van de Algemene Spaar- en Lijfrentekas (ASLK), een nationale financiële instelling. In 1902 was het netwerk uitgegroeid tot 190 lokale spaarbanken. Dit breidde uit tot 378 in 1913 en 1.099 in 1934. In 1903 besloot de Middenkredietkas haar exclusieve afhankelijkheid van de ASLK te verminderen en ging ze een permanente samenwerking aan met de Volksbank van Leuven voor het beheer van een deel van de spaargelden van de boeren.

### Algemene Bankvereeniging, Bank voor Handel en Nijverheid en Almanij
Na de Eerste Wereldoorlog versterkte de Middenkredietkas haar structurele samenwerking met de Volksbank van Leuven, die zich in 1919 had omgevormd tot een naamloze vennootschap. De twee instellingen ondersteunden gezamenlijk de oprichting of namen de controle over van verschillende andere banken in Nederlandstalig België, waaronder de Algemeene Bankvereeniging (ABV), opgericht in 1921 in Antwerpen, en twee banken genaamd Bank voor Handel en Nijverheid (BHN) in Gent en Kortrijk.
Op 1 oktober 1928 fuseerden de ABV en de Volksbank van Leuven. De nieuwe entiteit, die de naam Algemeene Bankvereeniging behield, kwam onder controle van de Middenkredietkas. In 1930 nam de Gentse bank BHN over, die intussen met een aantal andere lokale banken in Oost-Vlaanderen was gefuseerd. In oktober 1931 verwierf zij bovendien een andere financiële groep, het Crédit général de Belgique, ook bekend als Crédital.
Deze combinatie leidde in 1931 tot de oprichting van de Antwerpse holdingmaatschappij Almanij, die een aantal industriële participaties verkreeg. Hierdoor werd het door de Boerenbond gecontroleerde bankennetwerk een van de grootste kredietinstellingen van België, en kon deze wedijveren met de Banque de Bruxelles en de Générale de Banque.
De Boerentoren in Antwerpen, gefinancierd door de ABV, was bij zijn voltooiing in 1931 het op een na hoogste gebouw van Europa, na het Telefónica-gebouw in Madrid. De toren werd het symbool van de financiële macht van de Boerenbond, tot ongenoegen van sommige leden van de katholieke clerus, waaronder kardinaal Jozef Van Roey, die vreesden dat de boerenbeweging haar religieuze wortels dreigde te verliezen en te veel op het commerciële gericht raakte.

### Kredietbank
Door de crisis van de jaren 1930 leed de Middenkredietkas verliezen en moest ze op 3 december 1934 een moratorium vragen op haar verplichtingen, gevolgd door een liquidatieprocedure op 8 maart 1935. De herstructurering, inclusief de terugbetaling aan depositohouders die pas in 1963 zou worden afgerond, werd rechtstreeks beheerd door de Belgische regering en geleid door Albert-Edouard Janssen. Op 9 februari 1935 fuseerden de ABV en BHN Kortrijk tot de Kredietbank voor Handel en Nijverheid, algemeen bekend als de Kredietbank (KB). De Kredietbank werd ingeschreven in Antwerpen, maar het daadwerkelijke hoofdkantoor werd gevestigd in Brussel. Fernand Collin, die in 1938 voorzitter werd, definieerde de Kredietbank als een onafhankelijke bank met een uitgesproken Vlaamse karakter en een instrument zou zijn om de Vlaamse economische groei verder te bevorderen.
In 1943 onderging Almanij, dat tijdens de herstructurering van 1935 meerderheidsaandeelhouder van de Kredietbank was geworden, een kapitaalverhoging. Als gevolg hiervan werd de Middenkredietkas - in liquidatie - een minderheidsaandeelhouder en werd de controle over de groep overgedragen aan een groep families die later bekend zouden staan als de Almanij-families, waarvan in de jaren 1970 Collin en André Vlerick, een schoonzoon van Gustaaf Sap, die sinds de oprichting betrokken was bij de ABV, deel uitmaakten.
In 1949 richtte de Kredietbank haar eerste internationale dochteronderneming op, de Kredietbank Luxembourg, bekend als KBL. In 1951 werden de aandelen van de Kredietbank genoteerd op de Brusselse effectenbeurs, hoewel Almanij de controle behield. In 1952 breidde de Kredietbank uit naar Belgisch-Congo door een filiaal te openen in Léopoldville en in 1954 verwierf ze de Banque congolaise pour l'industrie, le commerce et l'agriculture, die werd hernoemd tot Kredietbank Congo. Die operatie breidde zich uit naar vier vestigingen in Léopoldville, Bukavu, Élisabethville en Stanleyville, maar werd in 1966 stopgezet na de Congolese onafhankelijkheid in 1960. In 1958 breidde de Kredietbank uit naar Wallonië door lokale banken over te nemen, die in 1961 werden samengevoegd in een nieuw opgerichte dochteronderneming genaamd Crédit général. In de late jaren 1960 breidde de Kredietbank verder haar internationale netwerk uit, met de opening van kantoren in New York en Mexico-Stad, gevolgd door vestigingen in Johannesburg, Melbourne, Atlanta, Teheran, Tokio, Madrid en Los Angeles, en filialen in New York, Londen, de Kaaimaneilanden en een dochteronderneming in Genève. In 1970 richtte de Kredietbank samen met zes andere Europese banken de Inter-Alpha Group of Banks op.
In 1979 werd het controleaandeelhouderschap van Kredietbank Luxembourg overgedragen van de Kredietbank direct naar Almanij. In 1982 verwierf de Kredietbank een meerderheidsbelang in de Bankverein Bremen, oorspronkelijk opgericht in 1889 als Bremer Vorschussverein, en hernoemde ze deze Duitse bank in 1990 tot Kredietbank-Bankverein, ook wel bekend als Bremer Kreditbank (BKB). In 1996 werd KBL Banque continentale du Luxembourg geabsorbeerd. In 1997 breidde de Kredietbank uit naar Hongarije door de privatisering van K&H Bank.

### ABB en Cera
Tijdens de liquidatie van de Middenkredietkas in 1935 hernoemde de Boerenbond haar plattelandscoöperaties tot Raiffeisenkassen en vormde ze een nieuw centraal orgaan in Leuven, de Centrale Kas voor Landbouwkrediet (CKL). In 1941 werden de verzekeringsactiviteiten die sinds het einde van de 19e eeuw waren ontwikkeld, hernoemd tot Assurantie van de Belgische Boerenbond (ABB). De ABB groeide in de daaropvolgende decennia uit tot een van de grootste Belgische verzekeraars.
Het aantal Belgische Raiffeisenbanken was in de vroege jaren 1970 ongeveer 800, maar werd verder verminderd door consolidatie, tot 218 in 1996. In 1970 wijzigde de CKL zijn naam naar Centrale Raiffeisenkas, wat in de late jaren 1970 werd afgekort tot Cera. In 1991 verhuisde Cera van het centrum van Leuven naar een nieuw kantoorcomplex aan de Ring rond Leuven. In het midden van de jaren 1980 leidde een nieuw wettelijk kader tot de oprichting van CERA Bank in 1986 als een volledig operationele centrale bankinstelling.

### KBC Groep
Op 3 juni 1998 fuseerden de Kredietbank, de CERA Bank, de ABB en Fidelitas (de verzekeringspoot van Almanij). Ook de Bank van Roeselare ging in deze fusie op. Op 27 april 2000 werd de moedermaatschappij van de groep hernoemd naar KBC Bankverzekeringsholding. Op 2 maart 2005 werd dit ingekort tot KBC Groep, gelijktijdig met de fusie met Almanij, de voormalige holdingmaatschappij. Hierdoor werd de groep uitgebreid met onder meer een netwerk van Europese vermogensbanken.
Verdere expansie:
- 1999: Start van de Centraal- en Oost-Europese expansiepolitiek van de groep, met de overname van ČSOB (in Tsjechië en Slowakije).
- 2000-2005: Verdere uitbouw van de bankverzekeringsposities van de groep in Centraal- en Oost-Europa, via overnames van banken en verzekeraars in Polen, Hongarije, Tsjechië en Slowakije. De groep verwerft hierdoor een zeer belangrijke positie in de Centraal- en Oost-Europese financiële sector. Geleidelijke invoering van het bankverzekeringsmodel op de thuismarkten in Centraal- en Oost-Europa.
- 2007: Uitbreiding van de Centraal- en Oost-Europese aanwezigheid via overnames in Bulgarije, Roemenië en Servië. Verwerving van een aanwezigheid op de Russische bankenmarkt.
- 2008: Add-on acquisitie in Slowakije
- 2008-2011: de federale overheid en de Vlaamse overheid moeten KBC vanwege de gevolgen van de kredietcrisis, de financiële onzekerheid en de gevolgen van de uitgebreide beleggingsportefeuille van CDO's steun geven voor een bedrag van 7 miljard euro. KBC betaalt 1 Mia euro voor garantie op CDO's aan de federale overheid. Met akkoord van de EU wordt een streng eisenpakket afgesproken met KBC rond aflossingen, aanpassingen van haar organisatie en verkoop van bepaalde bedrijfsonderdelen.
- 2011: KBC komt verkoop Centea overeen met het toenmalige Landbouwkrediet, nu Crelan.[4][5] Later in het jaar wordt KBL EPB verkocht aan Precision Capital nadat een jaar eerder de deal met Hinduja Groep werd afgekeurd door de CSSF.[6][7] Beide transacties kaderen in de uitvoering van het strategisch plan dat met de Europese Commissie afgesproken is.
- 2012: Fidea verkocht aan J.C.Flowers & Co. Verkoop van KBL (privatebankingdochter) aan Precision Capital afgerond. Verkoop poolse dochter Zagiel aan Santander. Managementbuy-out van KBC Lease Duitsland. Poolse dochters: Warta verkocht aan Talanx en Kredyt Bank gaat een fusie aan met Bank Zachodni WBK (Santander) KBC houdt 15% aan van de fusiegroep. Verkoop Russische Absolut Bank aangekondigd 24/12/2012.
- 2013: Verkoop Duitse branch KBC Deutschland AG aan een groep investeerders, die bestaat uit Teacher Retirement System of Texas, Apollo Global Management, Apollo Commercial Real Estate Finance en Grovepoint Capital.
- 2015: Om merkbekendheid te verhogen worden alle Brusselse KBC en CBC kantoren in één aparte entiteit gebracht: KBC Brussels.[8]
- 2017: KBC neemt de Bulgaarse bank UBB over.[9]
- 2019: KBC neemt resterend deel in CMSS in Tsjechië over
- 2020: KBC is een van de vier medeoprichters van Batopin (Belgian ATM Optimisation Initiative) een Belgische NV die voor de vier deelnemende banken het park van geldautomaten zal uitbaten en beheren onder de naam Bancontact.
- 2021: KBC neemt voor een miljard euro de Bulgaarse activiteiten over van Raiffeisenbank.[10] Met deze overname komen er 122 bankkantoren, 2500 werknemers en 635.000 klanten bij.

## Investeringen in steenkool
KBC krijgt kritiek vanwege zijn investeringsbeleid in fossiele brandstoffen. Volgens een rapport uit 2015 van de Belgische ngo FairFin investeerde KBC tussen 2004 en 2014 US$ 2,4 miljard via leningen en het uitbrengen van aandelen en obligaties. Het geld dat aan hernieuwbare energie werd toegewezen was slechts US$ 929 miljoen.
Toen KBC in 2016 zijn duurzaamheidsbeleid herzag, publiceerde het Globale Netwerk van Non-gouvernementele organisaties dat samenwerkt op het gebied van private banken en duurzaamheid, Banktrack een analyse waarin de geboekte vooruitgang op het gebied van fossiele brandstoffen werd erkend, terwijl ze kritiek uitte op de uitzondering voor Tsjechië waar de bank blijft steenkool financieren. Dit rapport concludeert: "de nieuwe algemene beperking op steenkool is welkom en positief, maar de uitzondering die op Tsjechische kolenbedrijven wordt toegepast, is zorgwekkend."
In 2017 publiceerde de Belgische Klimaatcoalitie een rapport waarin de investeringen in fossiele brandstoffen van de vier grote banken in België (KBC, ING, BNP Paribas en Belfius) in kaart worden gebracht. Dit rapport bekritiseerde ook de uitzondering voor Tsjechië door te zeggen dat "de uitzonderingen voor steenkoolactiviteiten in Tsjechië niet voldoen aan de strikte deadlines opgelegd door de klimaatwetenschap."
In 2020 liet KBC weten dat tegen 2030 zo'n 65% van zijn kredietverstrekking aan de energiesector betrekking moet hebben op hernieuwbare energie. KBC liet ook weten dat de financiering van steenkoolgerelateerde energiecentrales versneld wordt afgebouwd. Tegen eind 2021 stapt KBC naar eigen zeggen volledig uit steenkoolcentrales.

## Bestuur

### KBC Groep
| Periode                     | Voorzitter                  |
| KBC Bankverzekeringsholding | KBC Bankverzekeringsholding |
| --------------------------- | --------------------------- |
| 1998-2005                   | Willy Breesch               |
| KBC Groep                   |                             |
| 2005-2011                   | Jan Huyghebaert             |
| 2011-2020                   | Thomas Leysen               |
| 2020-heden                  | Koenraad Debackere          |

| Periode                     | Gedelegeerd bestuurder      |
| KBC Bankverzekeringsholding | KBC Bankverzekeringsholding |
| --------------------------- | --------------------------- |
| 1998-2003                   | Remi Vermeiren              |
| 2003-2005                   | Willy Duron                 |
| KBC Groep                   |                             |
| 2005-2006                   | Willy Duron                 |
| 2006-2009                   | André Bergen                |
| 2009-2012                   | Jan Vanhevel                |
| 2012-heden                  | Johan Thijs                 |

### Kredietbank/KBC Bank
| Periode     | Voorzitter          |
| Kredietbank | Kredietbank         |
| ----------- | ------------------- |
| 1935-1938   | Paul Heymans        |
| 1963-1973   | Fernand Collin      |
| 1974-1981   | Gaston Eyskens      |
| 1981-1994   | Eddy Wauters        |
| 1994-1997   | Marc Santens        |
| 1997-1998   | Paul De Keersmaeker |
| KBC Bank    |                     |
| 1998-1999   | Paul De Keersmaeker |
| 1999-2005   | Willy Breesch       |

| Periode     | Gedelegeerd bestuurder |
| Kredietbank | Kredietbank            |
| ----------- | ---------------------- |
| 1938-?      | Fernand Collin         |
| 1966-?      | Luc Wauters            |
| 1981-1984   | Eddy Wauters           |
| 1984-1985   | Louis Delmotte         |
| 1985-1991   | Jan Huyghebaert        |
| 1991-1998   | Marcel Cockaerts       |
| 1998        | Remi Vermeiren         |
| KBC Bank    |                        |
| 1998-2003   | Remi Vermeiren         |
| 2003-2005   | André Bergen           |

AB InBev ·
Ackermans & van Haaren ·
Aedifica ·
Ageas ·
Argenx ·
Azelis ·
Cofinimmo ·
D'Ieteren ·
Elia ·
GBL ·
KBC ·
Lotus Bakeries ·
Melexis ·
Montea ·
Sofina ·
Solvay ·
Syensqo ·
UCB ·
Umicore ·
WDP
AB Inbev ·
ABN AMRO ·
Accor ·
ADP ·
Adyen ·
AEGON ·
Ageas ·
Ahold Delhaize ·
AIB ·
Air Liquide ·
Airbus ·
Aker BP ·
AkzoNobel ·
ArcelorMittal ·
Argenx ·
ASMI ·
ASML ·
ASR Nederland ·
AXA ·
Banca Mediolanum ·
Banco BPM ·
Bank of Ireland ·
BioMérieux ·
BNP Paribas ·
Bouygues ·
Bureau Veritas ·
Capgemini ·
Carrefour ·
Crédit Agricole ·
Danone ·
Dassault Systèmes ·
DNB ·
DSM-Firmenich ·
EDP ·
Eiffage ·
Enel ·
ENGIE ·
Eni ·
Equinor ·
EssilorLuxottica ·
Eurofins Scientific ·
Euronext ·
Ferrari ·
FinecoBank ·
Galp Energia ·
Generali ·
Heineken ·
ING ·
Intesa Sanpaolo ·
INWIT ·
Ipsen ·
J. Martins ·
KBC ·
Kering ·
Kerry ·
Kingspan ·
Kongsberg Gruppen ·
KPN ·
Legrand ·
Leonardo ·
LVMH ·
Mediobanca ·
Michelin ·
Moncler ·
Mowi ·
NN Group ·
Norsk Hydro ·
Orange ·
Pernod Ricard ·
Philips ·
Poste Italiane ·
Prosus ·
Prysmian ·
Publicis ·
Recordati ·
Renault ·
Ryanair ·
Safran ·
Saint-Gobain ·
Sanofi ·
Schneider Electric ·
Shell ·
Snam ·
Société Générale ·
Sodexo ·
Stellantis ·
STMicroelectronics ·
Telenor ·
Tenaris ·
Terna ·
Thales ·
TotalEnergies ·
UCB ·
UMG ·
Unibail-Rodamco-Westfield ·
UniCredit ·
Unipol ·
Veolia Environnement ·
VINCI ·
Wolters Kluwer